# Avant Browser
Avant Browser là một trình duyệt web miễn phí, được xây dựng trên cơ sở phát triển tại Microsoft Internet Explorer. Tất cả ứng dụng mở rộng trên Internet Explorer (IE) đều có thể sử dụng được đối với ứng dụng Avant Browser.
Chế độ mặc định của trình duyệt Avant gồm một thanh công cụ duy nhất và một thanh tab, nhưng người dùng có thể thêm hoặc bớt các thanh công cụ theo tùy ý.